# Poggersdorf
Poggersdorf (slovinsky a česky také Pokrče), od roku 2013 nazývána též Marktgemeinde Poggersdorf (Tržní obec Pokrče) je obec v zemském okrese Klagenfurt-Venkov ve spolkové zemi Korutany v Rakousku.

## Geografie

### Lokace
Poggersdorf se rozléhá ve středovýchovní části Klagenfurtské pláně (německy Klagenfurter Feld), asi deset kilometrů východně od okresního města Klagenfurt (Celovec). Na severu a západě tvoří hranici obce řeka Gurk (Krka) a na jihu pak zemská silnice B70 z Grazu (Štýrský Hradec) do Klagenfurtu. V roce 1920, u příležitosti referenda o přidružení jižních částí Korutan buď k Rakousku, nebo k nově vzniklé Jugoslávii, řeka Gurk (Krka) představovala hranici volebních zón A a B (na dvou mostech přes řeku lze dosud najít pamětní desky), Poggersdorf byl totiž považován za většinově slovinskou obec.

## Části obce
Obec se skládá ze čtyř katastrálních území: Leibsdorf, Linsenberg, Pubersdorf a St. Michael ob der Gurk. Obec se také skládá z 24 vesnic a částí, kterými jsou:

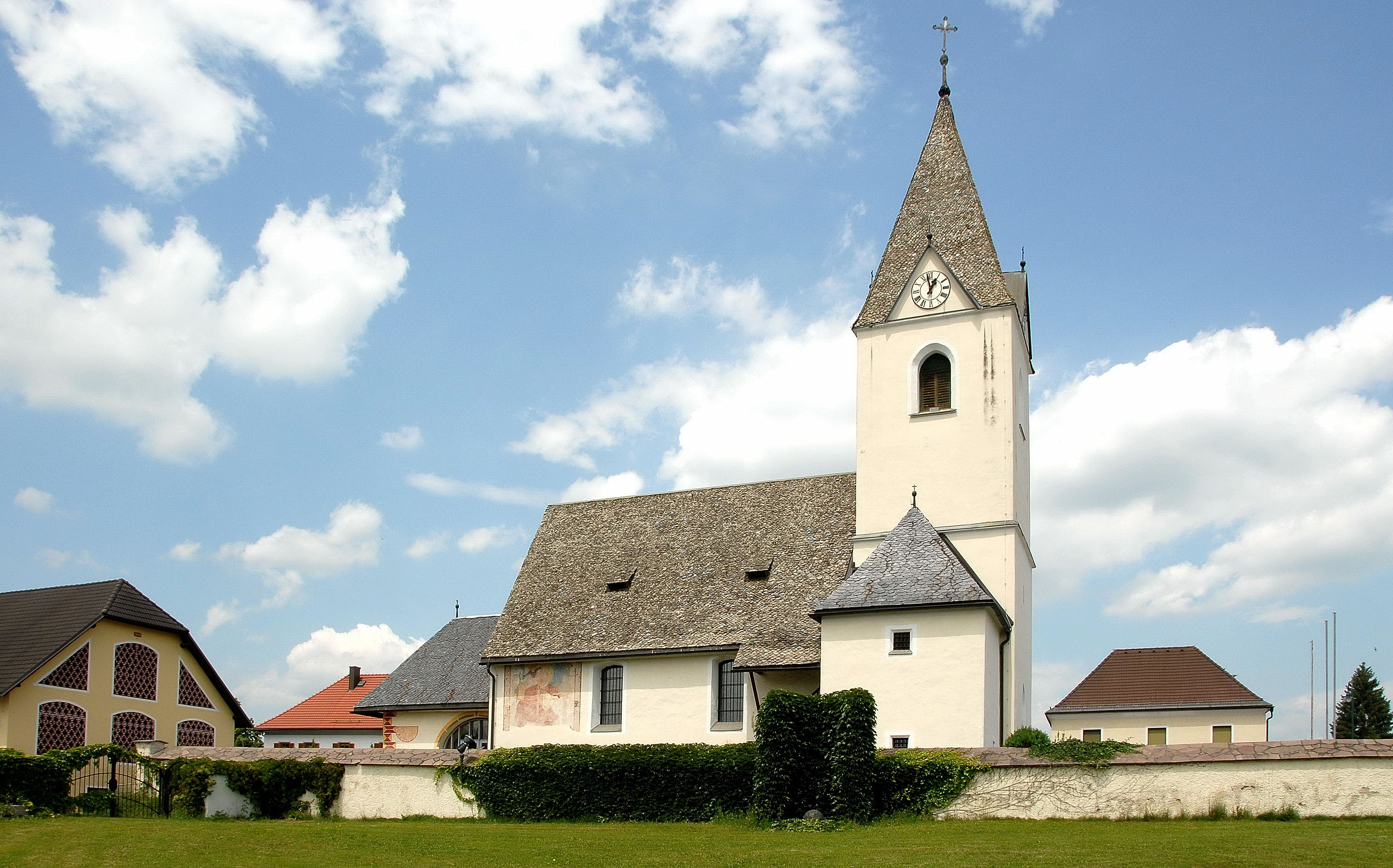
Farní kostel v Poggersdorfu.

- Ameisbichl
- Annamischl
- Eibelhof
- Eiersdorf
- Erlach
- Goritschach
- Haidach
- Kreuth
- Kreuzergegend-Ost
- Kreuzergegend-West
- Krobathen
- Lanzendorf
- Leibsdorf
- Linsenberg
- Pischeldorf
- Poggersdorf
- Pubersdorf
- Rain
- Raunachmoos
- Sankt Johann
- Sankt Michael ob der Gurk
- Ströglach
- Wabelsdorf
- Wirtschach

## Historie
Východní část Klagenfurtské pláně byla historicky ovlivňována nejrůznějšími mocenskými a politickými vlivy. Původní obyvatelstvo - Karantští Edlingerové tvořili v raném a vrcholném středověku vlivnou, zákonem privilegovanou společenskou skupinu mezi šlechtou a rolnictvem, kteří měli vlastní samosprávu.
Když v roce 1850 v Korutanech vznikly místní obce, patřila obec pod správu Maria Saal, obec se tehdy jmenovala Windisch St. Michael, v roce 1896 došlo k přejmenování na Poggersdorf. V roce 2013 byl Poggersdorf povýšen na tržní obec.

## Obyvatelstvo
Podle sčítání lidu v roce 2001 měl tehdy Poggersdorf 2 850 obyvatel, z nichž 97,8 % mělo rakouské občanství. 87,5 % obyvatelstva byla římskými katolíky, 2,9 % protestanti a 0,7 % islámské víry. V Leibsdorfu mimo to sídlí sál Království svědků Jehovových. 97,1 % obyvatelstva uvedlo, že jejich nejpoužívanějším jazykem je němčina, 1,2 %, že slovinština a 0,6 %, že chorvatština.

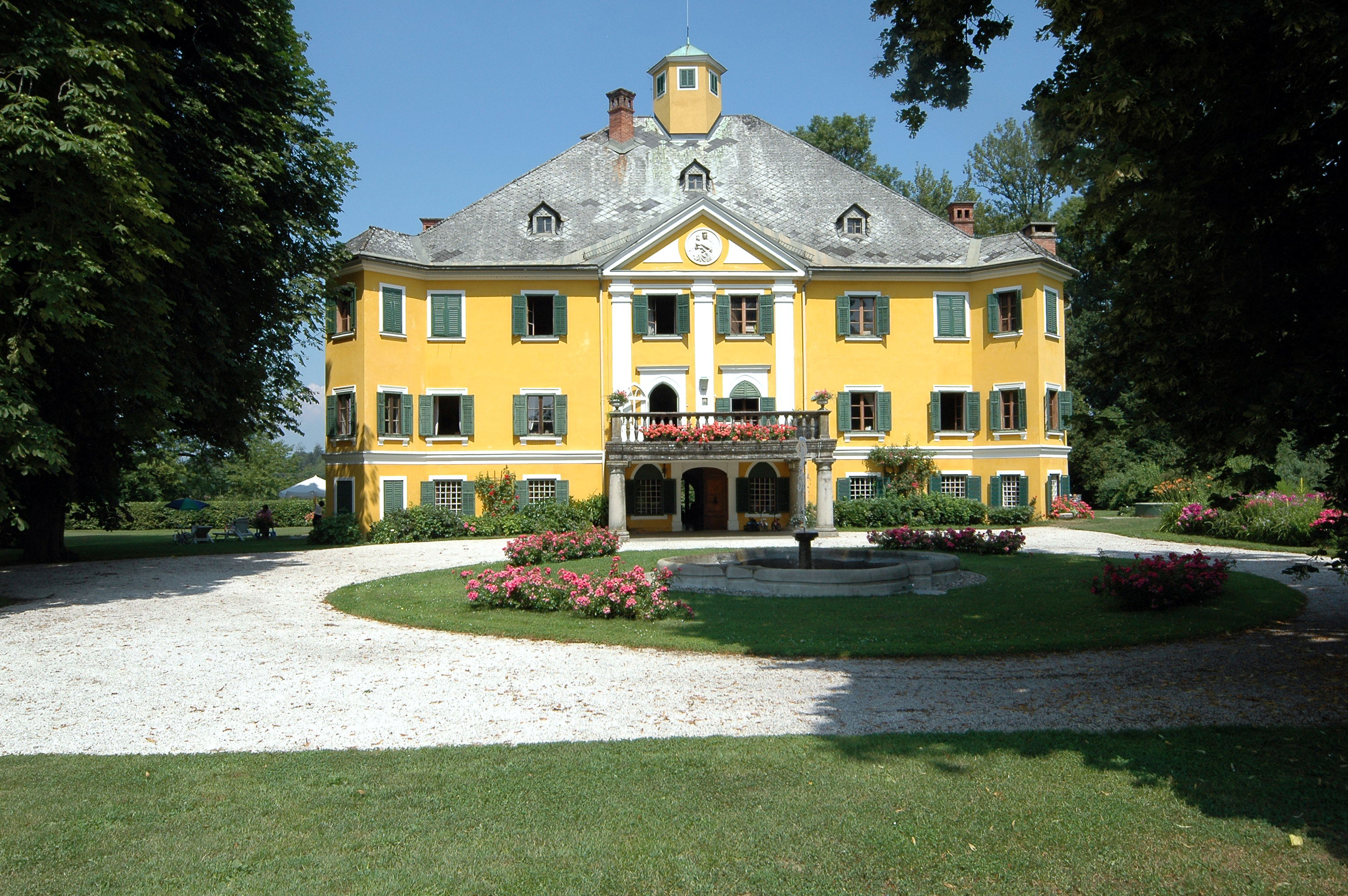
Zámek Rain.

## Kulturní památky
- Zámek Rain
- Farní kostel Sankt Michael ob der Gurk
- Farní kostel Poggersdorf
- Kostel Wutschein
- Kostel Wabelsdorf
- Kostel Eiersdorf
- Kostel Linsendorf
- Kostel Leibsdorf
- Vodní elektrárna v Rainu, stavěná v neoklasicistickém slohu

## Cíl pozornosti na internetu
Poggersdorf neunikl pozornosti na internetu. Název totiž spojuje, byť jen z prosté náhody, dva výrazy: Poggers (v hovorové řeči uživatelů internetu je poggers označení pro emotikon užívaný na Twitchi, který vyjadřuje nadšení, úžas či velmi kladné pocity k nějaké věci) a Dorf pak německy znamená ves. Do obce se čas od času sjíždí internetový nadšenci jen kvůli tomu, aby se mohli vyfotografovat u tabule značící začátek obce.